# Kichan
Ballıqaya
Kichan (en arménien Կիչան, en azéri Ballıqaya) est une communauté rurale de la région de Martakert, au Haut-Karabagh. Elle compte 168 habitants en 2005.

## Histoire
En 1992-2020, Ballıqaya était sous le contrôle des forces armées arméniennes. Le 20 novembre 2020, la région d'Agdam, y compris le village de Ballıqaya a été rétrocédée à l'Azerbaïdjan  conformément aux termes de la Déclaration tripartite du 10 novembre 2020, signée par les présidents azerbaïdjanais et russe et le premier ministre arménien.